# National Basketball Association 1996-1997
La stagione della National Basketball Association 1996-1997 fu la 51ª edizione del campionato NBA. La stagione si concluse con la vittoria dei Chicago Bulls, che sconfissero gli Utah Jazz per 4-2 nelle finali NBA.
La NBA considerò questa come la stagione del suo cinquantesimo anniversario; per l'occasione redasse la lista dei 50 migliori giocatori del cinquantenario.

## Squadre partecipanti
- Atlanta Hawks
- Boston Celtics
- Charlotte Hornets
- Chicago Bulls
- Cleveland Cavaliers
- Dallas Mavericks
- Denver Nuggets
- Detroit Pistons
- G.S. Warriors
- Houston Rockets
- Indiana Pacers
- L.A. Clippers
- L.A. Lakers
- Miami Heat
- Milwaukee Bucks

- Minnesota T'wolves
- N.J. Nets
- N.Y. Knicks
- Orlando Magic
- Phoenix Suns
- Philadelphia 76ers
- Portland T. Blazers
- Sacramento Kings
- San Antonio Spurs
- Seattle S.Sonics
- Toronto Raptors
- Utah Jazz
- Vancouver Grizzlies
- Washington Bullets

## Classifica finale

### Eastern Conference
| Squadra            | V  | P  | %    | GB |
| ------------------ | -- | -- | ---- | -- |
| Miami Heat         | 61 | 21 | 74,4 | -  |
| New York Knicks    | 57 | 25 | 69,5 | 4  |
| Orlando Magic      | 45 | 37 | 54,9 | 16 |
| Washington Bullets | 44 | 38 | 53,7 | 17 |
| New Jersey Nets    | 26 | 56 | 31,7 | 35 |
| Philadelphia 76ers | 22 | 60 | 26,8 | 39 |
| Boston Celtics     | 15 | 67 | 18,3 | 46 |

| Squadra             | V  | P  | %    | GB |
| ------------------- | -- | -- | ---- | -- |
| Chicago Bulls C     | 69 | 13 | 84,1 | -  |
| Atlanta Hawks       | 56 | 26 | 68,3 | 13 |
| Charlotte Hornets   | 54 | 28 | 65,9 | 15 |
| Detroit Pistons     | 54 | 28 | 65,9 | 15 |
| Cleveland Cavaliers | 42 | 40 | 51,2 | 27 |
| Indiana Pacers      | 39 | 43 | 47,6 | 30 |
| Milwaukee Bucks     | 33 | 49 | 40,2 | 36 |
| Toronto Raptors     | 30 | 52 | 36,6 | 39 |

### Western Conference
| Squadra                | V  | P  | %    | GB |
| ---------------------- | -- | -- | ---- | -- |
| Utah Jazz              | 64 | 18 | 78,0 | -  |
| Houston Rockets        | 57 | 25 | 69,5 | 7  |
| Minnesota Timberwolves | 40 | 42 | 48,8 | 24 |
| Dallas Mavericks       | 24 | 58 | 29,3 | 40 |
| Denver Nuggets         | 21 | 61 | 25,6 | 43 |
| San Antonio Spurs      | 20 | 62 | 24,4 | 44 |
| Vancouver Grizzlies    | 14 | 68 | 17,1 | 50 |

| Squadra                | V  | P  | %    | GB |
| ---------------------- | -- | -- | ---- | -- |
| Seattle SuperSonics    | 57 | 25 | 69,5 | -  |
| Los Angeles Lakers     | 56 | 26 | 68,3 | 1  |
| Portland Trail Blazers | 49 | 33 | 59,8 | 8  |
| Phoenix Suns           | 40 | 42 | 48,8 | 17 |
| Los Angeles Clippers   | 36 | 46 | 43,9 | 21 |
| Sacramento Kings       | 34 | 48 | 41,5 | 23 |
| Golden State Warriors  | 30 | 52 | 36,6 | 27 |

## Vincitore
| Campione NBA 1996-1997    |
| ------------------------- |
| Chicago Bulls (5º titolo) |

## Statistiche
| Categoria             | Giocatore        | Squadra               | Stat |
| --------------------- | ---------------- | --------------------- | ---- |
| Punti per gara        | Michael Jordan   | Chicago Bulls         | 29,6 |
| Rimbalzi per gara     | Dennis Rodman    | Chicago Bulls         | 16,1 |
| Assist per gara       | Mark Jackson     | Indiana Pacers        | 11,4 |
| Palle rubate per gara | Mookie Blaylock  | Atlanta Hawks         | 2,7  |
| Stoppate per gara     | Shawn Bradley    | New Jersey Nets       | 3,4  |
| FG%                   | Gheorghe Mureșan | Washington Bullets    | 60,4 |
| FT%                   | Mark Price       | Golden State Warriors | 90,6 |
| 3FG%                  | Glen Rice        | Charlotte Hornets     | 47,7 |

## Premi NBA
- NBA Most Valuable Player Award: Karl Malone, Utah Jazz
- NBA Rookie of the Year Award: Allen Iverson, Philadelphia 76ers
- NBA Defensive Player of the Year Award: Dikembe Mutombo, Atlanta Hawks
- NBA Sixth Man of the Year Award: John Starks, New York Knicks
- NBA Most Improved Player Award: Isaac Austin, Miami Heat
- NBA Coach of the Year Award: Pat Riley, Miami Heat
- NBA Executive of the Year Award: Bob Bass, Charlotte Hornets
- All-NBA First Team:
  - F - Karl Malone, Utah Jazz
  - F - Grant Hill, Detroit Pistons
  - C - Hakeem Olajuwon, Houston Rockets
  - G - Michael Jordan, Chicago Bulls
  - G - Tim Hardaway, Miami Heat
- All-NBA Second Team:
  - F Scottie Pippen, Chicago Bulls
  - F Glen Rice, Charlotte Hornets
  - C Patrick Ewing, New York Knicks
  - G Gary Payton, Seattle SuperSonics
  - G Mitch Richmond, Sacramento Kings
- All-NBA Third Team:
  - F Anthony Mason, Charlotte Hornets
  - F Vin Baker, Milwaukee Bucks
  - C Shaquille O'Neal, Los Angeles Lakers
  - G John Stockton, Utah Jazz
  - G Anfernee Hardaway, Orlando Magic
- All-Defensive First Team:
  - F Scottie Pippen, Chicago Bulls
  - F Karl Malone, Utah Jazz
  - C Dikembe Mutombo, Atlanta Hawks
  - G Michael Jordan, Chicago Bulls
  - G Gary Payton, Seattle SuperSonics
- All-Defensive Second Team:
  - F Anthony Mason, Charlotte Hornets
  - F P.J. Brown, Miami Heat
  - C Hakeem Olajuwon, Houston Rockets
  - G Mookie Blaylock, Atlanta Hawks
  - G John Stockton, Utah Jazz
- All-Rookie First Team:
  - Shareef Abdur-Rahim, Vancouver Grizzlies
  - Allen Iverson, Philadelphia 76ers
  - Stephon Marbury, Minnesota Timberwolves
  - Marcus Camby, Toronto Raptors
  - Antoine Walker, Boston Celtics
- All-Rookie Second Team:
  - Kerry Kittles, New Jersey Nets
  - Ray Allen, Milwaukee Bucks
  - Travis Knight, Los Angeles Lakers
  - Kobe Bryant, Los Angeles Lakers
  - Matt Maloney, Houston Rockets